# Glossario del Palio di Siena
Questa pagina raccoglie i termini inerenti al Palio e le Contrade di Siena.

## A
A peloCavalcare senza l'ausilio della sella, come ad esempio nel Palio.
AlfiereColui che nella comparsa del Corteo storico ha il compito di giostrare con la bandiera.
AlleataContrada amica.
AlzataFigura che compie l'alfiere durante la sbandierata. Consiste nell'arrotolare la seta intorno all'asta e volteggiare in alto la bandiera che, essendo l'asta munita di piombo, ricadrà perpendicolarmente.
AssassinoAltro nome usato a Siena per indicare il fantino.
Avversariala Contrada rivale.

## B
BalzanaNome dell'emblema bianconero della città di Siena.
BandieraVessillo della Contrada. La bandiera si divide in due parti: l'«asta», munita di piombo terminale per provocarne la caduta verticale successivamente all'alzata e la «seta» (cioè il panno, per lo più di materiale assai pregiato, recante l'emblema della Contrada).
BandierinoAsta di ferro che sorregge una piccola bandiera bianco-nera, che serve a segnare le 2 curve e l'arrivo alla Mossa. Ve ne sono 3 in tutto.
Benedizione del cavalloAvvenimento svolto nella chiesa di Contrada alle 15/15.30 del giorno del Palio, è l'unica occasione nella quale un animale viene accolto e benedetto in una chiesa.
BarattoFigura che compiono due alfieri durante la sbandierata. I due alfieri compiono l'alzata individuale, ma fanno scambiare in alto le loro bandiere, riprendendo poi l'uno la bandiera dell'altro.
Barbaresco o barberescoAssistente del cavallo destinato a correre il Palio. Da non confondere col fantino.
BarberoCavallo che prende parte alla corsa del Palio, ma anche pallina di legno o di terracotta, dipinta (in genere a mano) con i colori delle Contrade.
Batterie di selezioneCorse di prova volte a selezionare i dieci barberi che prenderanno parte al Palio.
BomboloneCavallo considerato molto forte.
BraccialettoTorcia elettrica o ad olio che si usa per illuminare i rioni senesi in occasione di feste.
BrennaCavallo considerato scarso.
BufalateTornei di bufale che i senesi eseguivano fino alla fine del '600.

## C

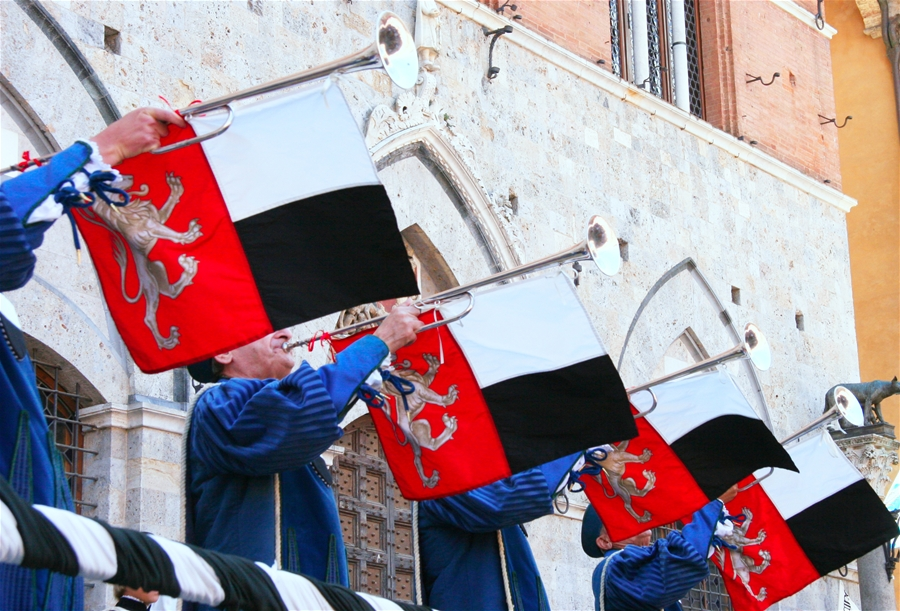
Le chiarine che precedono ogni momento solenne della Festa

Caccia dei toriAntico gioco organizzato nel Campo consistente nel liberare animali selvatici e, naturalmente, tori e quindi cacciarli. Per la prima volta in questo gioco il popolo senese compare "in piazza" suddiviso in Contrade.
CamerlengoCustode del denaro della Contrada.
CampaninaCampanella che si trova nell'oratorio della Contrada che annuncia la vittoria del Palio suonando insistentemente per tutta la serata della festa. Anche classico oggetto di terracotta, recante i colori delle Contrade, che si acquista nell'annuale festa di Santa Lucia il 13 dicembre.
CampanoneVedere Sunto.
CanapeGrossa fune davanti alla quale il mossiere cerca di tenere allineati i cavalli per la mossa delle prove e del Palio.
CapitanaTitolo attribuito alla Contrada dell'Onda
CapitanoRappresentante della Contrada che la regge e l'amministra nei giorni del Palio e prepara, con il suo staff, le strategie della corsa. La carica può essere ricoperta anche da una donna.
CappottoVincita del Palio a luglio e ad agosto dello stesso anno.
CarrieraCorsa dei cavalli per la disputa del Palio.
CarroccioCarro trainato da buoi, simbolo della libertà comunale che chiude il corteo storico trasportando il "Cencio".
CasatoCurva in salita della Piazza che precede l'arrivo. Dalla «bocca del casato» entra in Piazza anche il corteo Storico.
CavalliniNoti anche come "paliotti", consistono in raffigurazioni artistiche o disegni tesi a sintetizzare Palii del passato o a rappresentarne uno o più momenti salienti. Tradizione mai del tutto sopitasi a Siena, assumevano una grande importanza nella ricostruzione delle carriere prima dell'affermazione della fotografia e della cinematografia.
CencioDrappellone di seta dipinto, che costituisce il premio per la vittoria della corsa.
ChiarinaAntica tromba di lunga foggia che serve per segnalare i vari avvenimenti.
ColonniniPiccole colonne in travertino che delimitano la parte interna del Campo. Durante i giorni del Palio tra i colonnini vengono sistemati degli steccati per proteggere gli spettatori. Costituendo un ottimo punto di vista per assistere al Palio i colonnini vengono occupati dai giovani contradaioli con largo anticipo (anche di alcuni giorni) rispetto alla corsa.
ComparsaInsieme dei figuranti della Contrada.
ContradaOgnuno dei 17 rioni in cui è divisa la città di Siena. La Contrada è come un piccolo stato che possiede un territorio e veri e propri organi di autogoverno.
ContradaioloAppartenente alla Contrada.
CorrettoreSacerdote che provvede all'uffiziatura dell'Oratorio e alla benedizione del fantino e del cavallo il giorno del Palio. È il capo spirituale della Contrada.
CuffiaNella simbologia del Palio, chi porta la cuffia è la Contrada che dal maggiore numero di anni non vince il Palio.

## D
Dare la mossaQuando la Contrada di rincorsa raggiunge il Verrocchino.
DirigenzaGruppo di contradaioli che dirige la Contrada.
DrappelloneDipinto che viene offerto alla Contrada vincitrice.
DucePrincipale figurante della comparsa della Contrada.

## E
EconomoManutentore di tutti i beni mobili della Contrada, tra i quali i costumi indossati dai figuranti in occasione del Palio, della festa titolare, delle cerimonie civili e religiose ecc.
EntroneGrande cortile del Palazzo Comunale da cui escono i cavalli delle dieci Contrade che prendono parte al Palio.
EstrazioneSorteggio delle Contrade che correranno il Palio.
Extra moeniaEsterno alle mura cittadine. Vengono così chiamati, a volte in modo dispregiativo, coloro i quali non sono nati sulle lastre, cioè nel centro storico senese, o quelli che non vivono più a Siena da molto tempo.

## F
Fazzoletto"Foulard" che viene legato al collo dei contradaioli il giorno del loro battesimo in Contrada, segnalandone l'appartenenza.
FiancareAtto compiuto dai fantini per far partire i cavalli.
FigurinoFigurante nella Comparsa della Contrada.
FontaninaArricchimento e importante riferimento per il rione in quanto è qui che il priore celebra il battesimo contradaiolo. Quasi tutte le Contrade ne hanno una.

## G
GavinoneGrande apertura per lo scolo dell'acqua, con prospetto a forma di conchiglia, situato nella parte più bassa all'interno del Campo.
GiubbettoGiubbetto di seta con i colori e lo stemma della Contrada, indossato dai fantini per le prove e per il Palio.
GualdrappaDrappo che pende dalla schiena del cavallo durante le parate.
GuardafantinoPersona addetta dalla Contrada a controllare il fantino.

## I
ImperialeTitolo attribuito alla Contrada della Giraffa.
InnoComposizione musicale nel quale i contradaioli si identificano, e che viene intonato nei momenti di vita comune, soprattutto durante i quattro giorni del Palio. Ogni Contrada ha un suo inno.
IntruppamentoIngorgo di Contrade durante le fasi della carriera. Sovente si registra al primo passaggio alla curva di San Martino.

## K
KillerDetto di fantino ingaggiato da una Contrada al solo fine di far perdere il Palio a un'altra, di solito l'avversaria.

## M

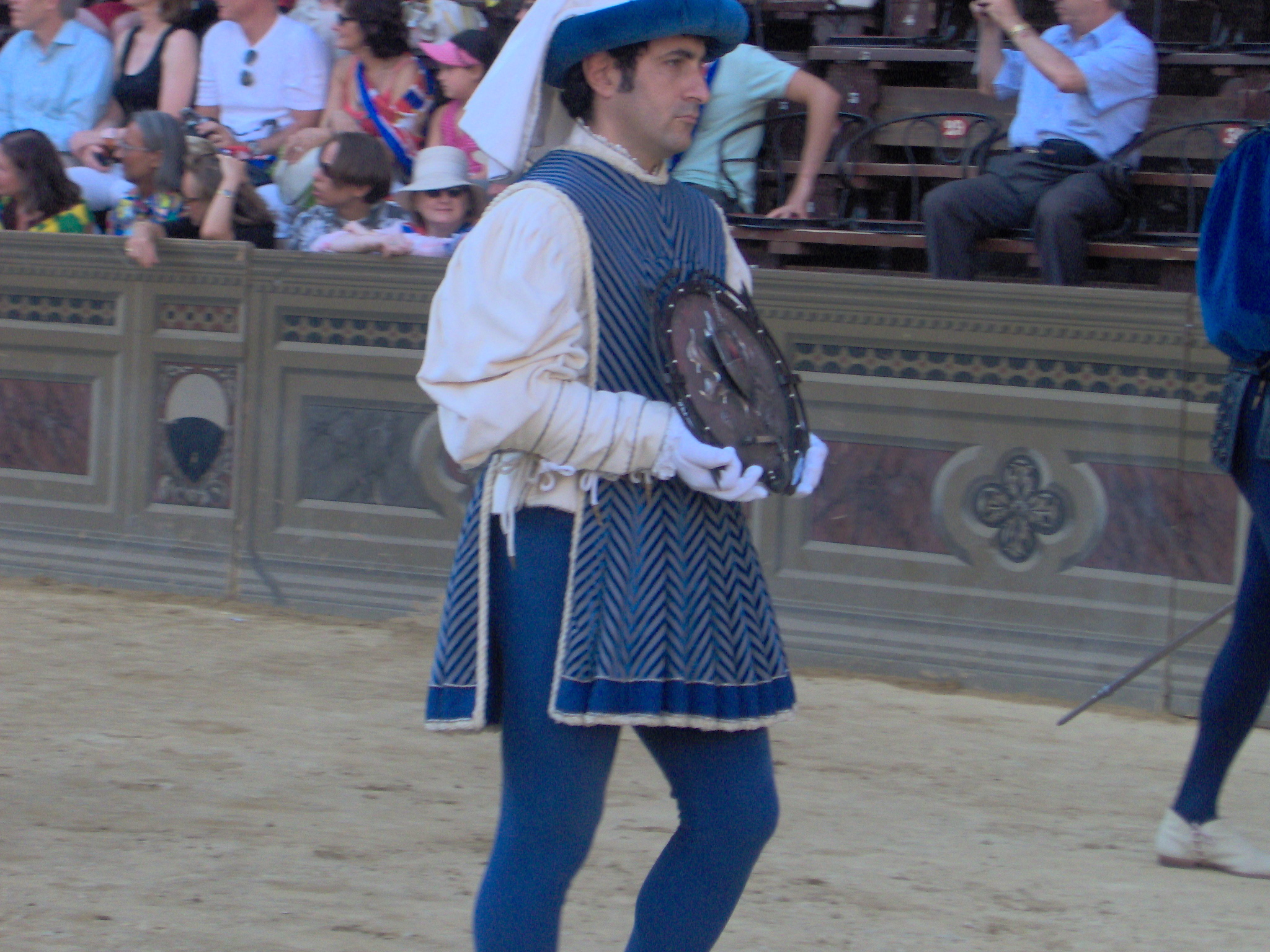
Il Masgalano tra le mani di un figurante del corteo storico

Maestro di CampoSpecie di regista che durante il corteo storico delle Contrade, coadiuvato dai Rotellini di Palazzo, regola lo svolgimento della passeggiata storica.
Magistrato delle ContradeMassimo consesso costituito dai Priori delle 17 Contrade.
ManginoColui che a nome della Contrada, compie insieme al Capitano i negoziati (o partiti) con le altre Contrade alla vigilia della corsa del Palio.
Marcia del PalioAntico inno che accompagna il corteo storico che precede il Palio di Siena, suonato dai musici di Palazzo suonano mentre i trombetti del Comune eseguono gli squilli della festa sulle chiarine d'argento.
Maria Mater GratiaeCanto di omaggio alla Madonna eseguito dai contradaioli in occasione del giro annuale negli oratori delle consorelle e dopo la vittoria del Palio. Viene anche chiamato impropriamente Te Deum.
MartinellaCampanella posta sul carroccio che col suo incessante suono lo accompagna durante il corteo storico.
MasgalanoDono che viene assegnato alla comparsa più affiatata e ben vestita durante la passeggiata storica del Palio. Ha origine spagnola, mas galàn, che significa il più elegante.
MaterassiImbottiture collocate alla curva di San Martino per proteggere i fantini e i cavalli da eventuali impatti contro la parete esterna.
MazzierePersonaggio che prende parte allo storico Corteo delle Contrade.
MonturaCostume della comparsa. Le persone che la indossano in occasione del corteo storico sono detti monturati. In occasione del giro e delle varie cerimonie durante l'anno si vestono prevalentemente alfieri, tamburini e paggi ma indossano un costume meno prezioso.
Mortaretto o mortalettoPiccola e rumorosa bomba cartacea al cui sparo le dieci Contrade che prendono parte al Palio escono dall'entrone del Palazzo Pubblico e si avviano alla mossa. Tre colpi di mortaretto annunciano la vittoria del Palio.
MossaLuogo in cui le dieci Contrade che corrono il Palio convengono per la partenza.
MossiereColui a cui è devoluto il difficile incarico di allineare i cavalli tra i canapi della mossa per dare il via alla corsa del Palio, una volta entrato il cavallo di rincorsa.
MuseoLuogo della memoria comune a tutte le Contrade. Ospita un gran numero di testimonianze, antiche e moderne, riguardanti la vita della Contrada, il suo territorio e la sua gente.

## N
NerboTèndine di bue essiccato consegnato ai fantini all'uscita dall'Entrone per aizzare il cavallo e distrarre gli avversari (in tal caso si parla di nerbata).
NobileTitolo attribuito alle Contrade di Aquila, Bruco, Nicchio, Oca.
NonnaContrada su cui grava la cuffia, cioè quella che non vince il Palio da maggior tempo.
Numero unicoPubblicazione realizzata dalla Contrada vittoriosa (per ricordo e celebrazione dell'avvenimento).

## O
OratorioChiesa della Contrada in cui il sacro del luogo si unisce al profano del Palio, custodisce vere e proprie opere d'arte. Queste sono le uniche chiese in cui possono entrare animali che in quel giorno non sono solo spettatori, ma protagonisti della funzione religiosa.
OttoGiro base di bandiera dell'alfiere.

## P
Paggio maggiorePortatore del grande vessillo della Contrada. La rappresenta nelle cerimonie ed è uno dei figuranti della comparsa nel corteo storico.
PalchiStrutture di legno e ferro, montate intorno alla Piazza del Campo dove possono sedere, a pagamento, gli spettatori.
PalioDipinto che viene offerto alla Contrada vincitrice, sormontato da un piatto d'argento.
PaliottiVedi cavallini.
PartitiAccordi segreti che i Mangini e il Capitano, fanno durante la vigilia del Palio, allo scopo di creare alleanze a favore o a danno delle Contrade antagoniste.
Passeggiata storicaCorteo che precede la corsa del Palio.
Passo della DianaNome del tempo scandito dai tamburi durante la Passeggiata storica.
PiattoGran piatto d'argento massiccio posto sulla parte alta del drappellone del Palio. Vi è poi la cosiddetta «Cena del piatto» a cui prendono parte i contradaioli della Contrada che ha vinto il Palio. Capotavola è il cavallo vincitore, col fantino e i maggiorenti.
PrioraTitolo attribuito alla Contrada della Civetta.
PrioreColui che regge la Contrada per tutto l'anno, controllandone le attività e le manifestazioni.
Processione del ceroCerimonia annuale che si svolge il 14 agosto in Duomo. Tutte le Contrade (e anche alcune parrocchie della città e della più vicina campagna) omaggiano la Vergine Assunta con ceri che vengono ricevuti dall'arcivescovo benedicente. Le Contrade vengono rappresentate soprattutto da bambini in costume con i loro colori. Il Comune offre un grande cero dipinto e reca il drappellone per la benedizione.
ProtettoreColui che, contradaiolo o meno, sulla base di un impegno morale partecipa alla vita della contrada con una periodica contribuzione in denaro, dall'importo non inferiore a quanto stabilito dal competente organo contradaiolo.
ProveAzioni aventi lo scopo di abituare i cavalli e fantini alla Piazza. Sono sei ed iniziano la sera della tratta, e si concludono la mattina del Palio.
Prove notturneAzioni aventi lo scopo di verificare le condizioni dei cavalli. Si svolgono alle prime luci dell'alba, due giorni prima della tratta.
PurgaSconfitta da parte di una contrada in un Palio che la vedeva favorita o vittoria dell'avversaria.

## Q
QuattrogiornistaNome, a volte dispregiativo, in cui un non-senese frequenta la città e la Contrada solo nei 4 giorni del Palio. Il termine è talvolta utilizzato per indicare qualcuno che non è entrato nello spirito della Festa e non ne ha ancora compreso a fondo i meccanismi.

## R
RincorsaDelle dieci Contrade che corrono il Palio nove vengono allineate dal mossiere tra i canapi, mentre la decima, (detta rincorsa) che resta fuori, ha il compito di dare la partenza superando al galoppo il verrocchino.
RingollataVittoria, da parte di Contrada, nel Palio successivo a quello vinto dalla propria avversaria.
RioneIl territorio della Contrada.
Rotellini di PalazzoPersonaggi che compaiono nella passeggiata storica. Agli ordini del Maestro di Campo collaborano al buon ordine della sfilata.

## S

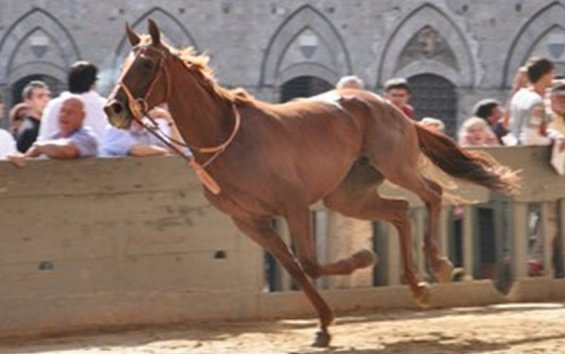
Un cavallo scosso al galoppo durante una prova.

Sala delle vittorieSalone che accoglie i drappelloni vinti da ogni Contrada. Solitamente è anche il luogo in cui vengono tenute le assemblee.
San MartinoCurva di 95° in discesa: la più difficile da affrontare. Sulla sinistra si trovano i materassi atti a proteggere cavalli e fantini in caso di caduta.
SbandierataGioco delle bandiere delle diciassette Contrade. Durante il corteo storico è compiuta dall'alfiere.
ScossoIl cavallo che durante la corsa del Palio continua a correre dopo aver disarcionato il fantino; la vittoria è valida anche se il cavallo arriva scosso, purché non perda mai la coccarda della contrada cui è stato assegnato.
SeggioConsiglio della Contrada.
SegnaturaAzione che si svolge la mattina del Palio, quando in una sala del Comune vengono registrati i nomi e i soprannomi dei dieci fantini che prenderanno parte al Palio. Da questo momento le Contrade non potranno più cambiare la monta.
Signori del brioDeputazione di nobili cittadini senesi che veniva eletta dal popolo per finanziare e sovraintendere alla buona riuscita del Palio. Tale deputazione oggi è chiamata «Deputati della Festa» e non finanzia più la manifestazione.
SocietàLuogo d'incontro dei contradaioli durante l'anno.
SoprallassoCavallo robusto montato dal fantino della Contrada durante la passeggiata storica. Serve a non affaticare il barbero che dovrà dopo poco correre il Palio.
SovranaTitolo attribuito alla Contrada dell'Istrice.
SpennacchieraOggetto fatto di stoffa con i colori della Contrada che viene posto sulla fronte del cavallo.
SpiegareApertura le bandiere per fare omaggio e sbandierare.
StallaLocale della contrada in cui viene ospitato il barbero nei giorni del Palio. Il termine può significare anche lo staff di persone che seguono il cavallo: barbaresco, veterinario, maniscalco, ecc.
StamburataSuono del tamburo che accompagna gli alfieri.
StecconatoDelimitazione della pista, fatto di legno e colorato di grigio.
SuntoCampanone dalla Torre del Mangia.

## T

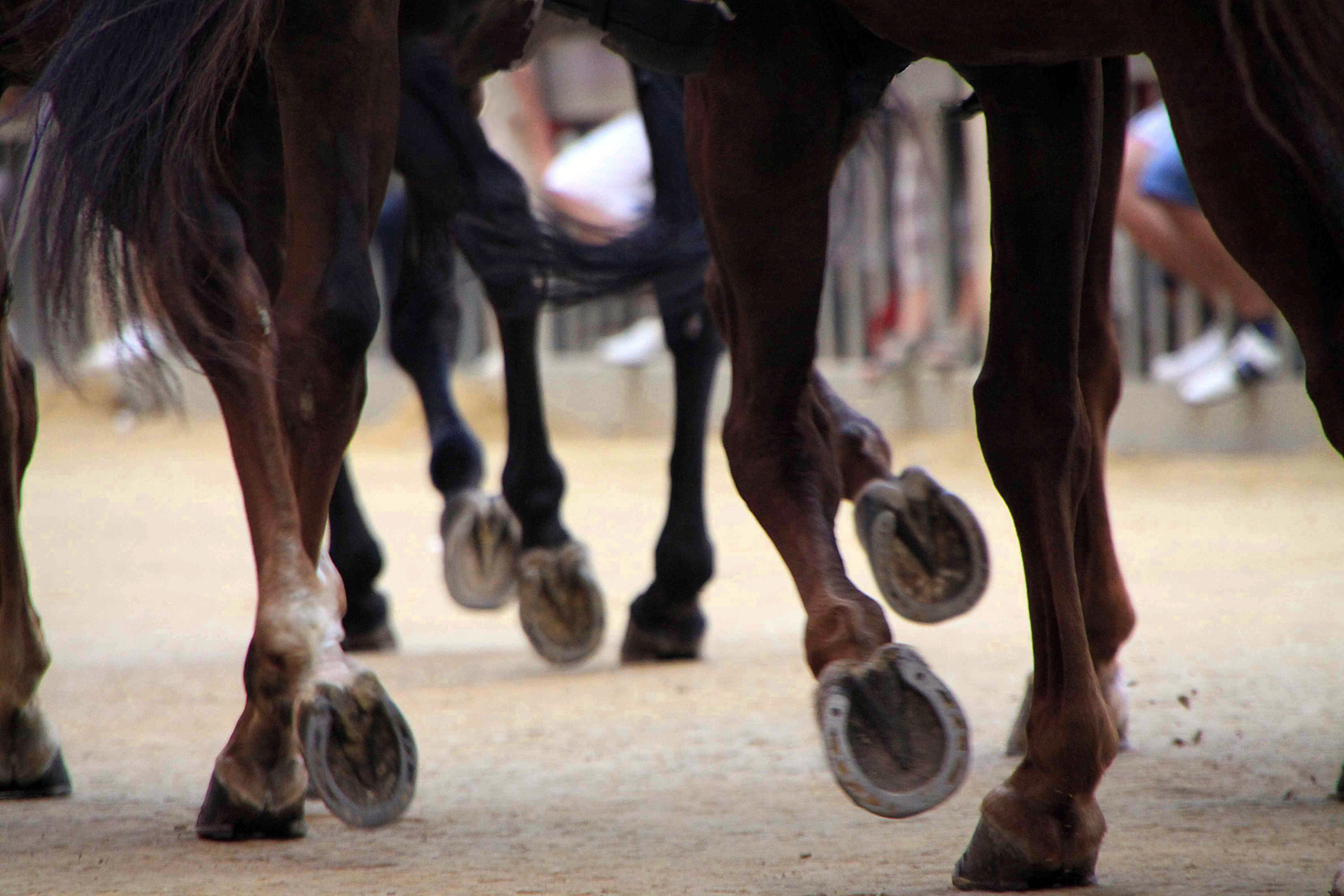
Gli zoccoli dei cavalli calpestano la particolare miscela di tufo su cui si corre il Palio

TamburinoFigurante che accompagna la comparsa e, in particolare, sottolinea i giuochi degli alfieri. Esegue vari tipi di suono, a seconda delle circostanze. Molti tamburini partecipano anche al giro annuale che si svolge in occasione della festa titolare.
TartarugaCorpetto indossato dai fantini sotto la casacca a protezione della colonna vertebrale, in caso di caduta, dal calpestio degli zoccoli dei cavalli.
Te DeumNome impropriamente dato al canto di ringraziamento "Maria Mater Gratiae" (vedere sopra).
Terra in PiazzaUno dei primi atti del Palio quando sul bordo esterno alla conchiglia del Campo viene steso un manto di tufo su cui si svolgeranno le prove e il Palio.
TondinoSerie di giri effettuati prima di entrare fra i canapi, per alleggerire un po' la tensione.
Torre del MangiaAlta torre che sovrasta il Palazzo Comunale di Siena.
Tratta dei cavalliParata dei cavalli che sono stati ammessi dai veterinari del Comune a partecipare alla selezione per i 10 che correranno il Palio. Tutti vengono provati, per verificarne l'adattabilità e le condizioni fisiche. I non idonei vengono scartati. Si compie la mattina del 29 giugno e del 13 agosto.
TufoMiscela di terra che ricopre l'anello della pista, per favorire la corsa dei cavalli. Viene messa un giorno prima delle prove e tolta il giorno dopo la corsa del Palio.

## V

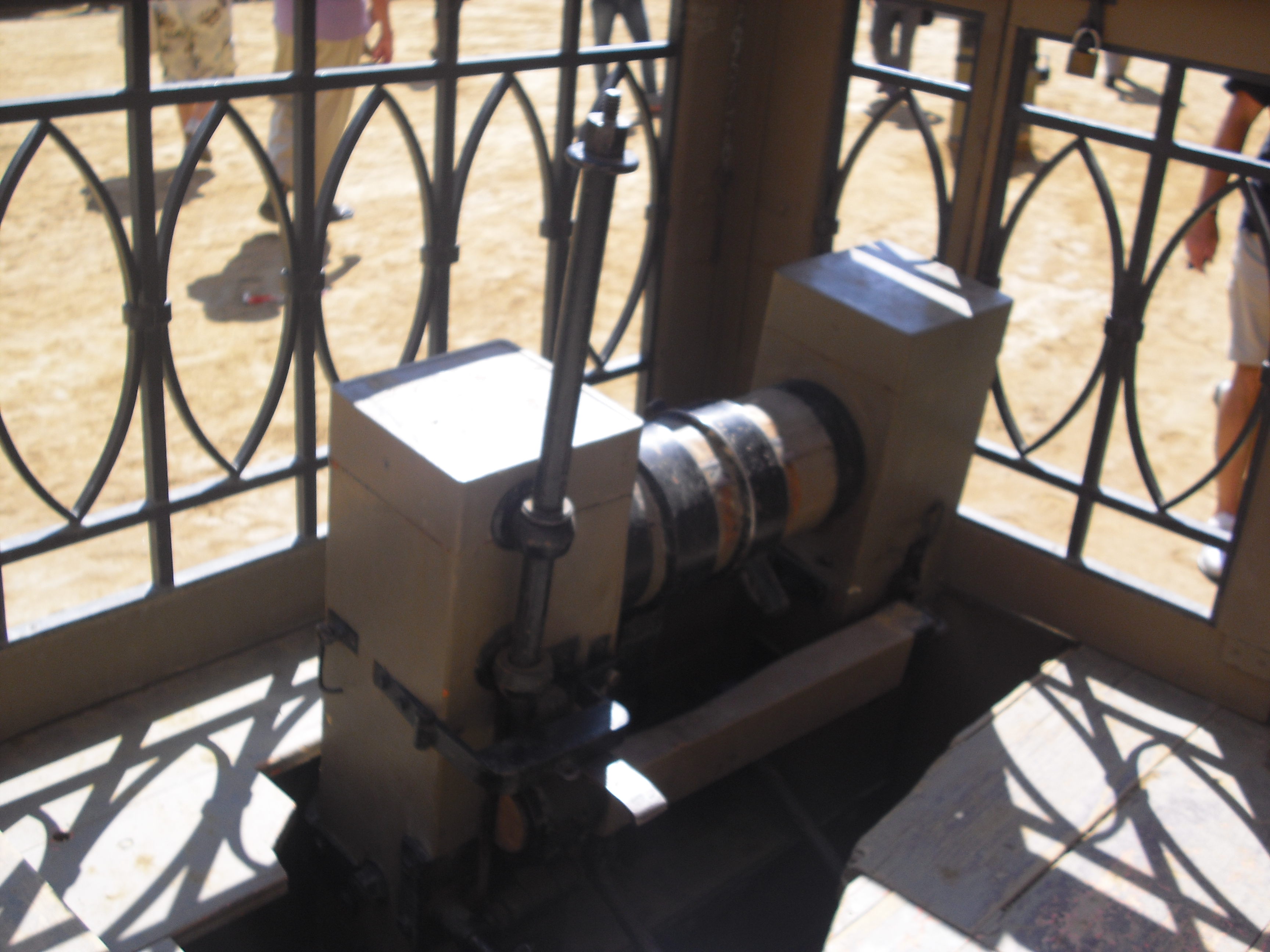
Particolare del verrocchio azionato dal mossiere

VerrocchioPostazione dove trova posto il mossiere nonché il meccanismo della mossa.
VerrocchinoStrumento che tiene teso il secondo canape (quello posteriore).
VeterinarioSpecialista incaricato dalla Contrada di accudire il barbero dal punto di vista sanitario. Non è un contradaiolo, ma in genere un professionista proveniente da fuori Siena. Un'équipe veterinaria viene nominata anche dal Comune per la salvaguardia di tutti i barberi del Palio.

## Z
ZucchinoElmetto con i colori della Contrada di cui sono dotati i fantini, per proteggersi dalle cadute e dalle nerbate inferte dagli avversari.